# Corrhenes scenica
Corrhenes scenica là một loài bọ cánh cứng trong họ Cerambycidae.